# Amphiglossus reticulatus
Espèce
Synonymes
- Sepsina reticulata Kaudern, 1922
- Scelotes waterloti Angel, 1930
- Amphiglossus waterloti (Angel, 1930)

Statut de conservation UICN

 LC  : Préoccupation mineure
Amphiglossus reticulatus est une espèce de sauriens de la famille des Scincidae.

## Description
Ce scinque est un grand lézard semi-aquatique, d'une longueur d'environ 42-45 cm dont plus de la moitié pour la queue. Le corps est serpentiforme, les pattes sont très réduites permettant à l'animal de se mouvoir dans  le substrat forestier mais aussi sous l'eau, à la manière d'une anguille. Jeune, il est très contrasté, jaune vif sous le ventre avec des ocelles de même couleur, et vert olive sombre sur le reste du corps. Adulte, il prend une teinte olive grisâtre et jaune pâle, les ocelles disparaissant. Les écailles sont très lisses, donnant à l'espèce une apparence brillante.

## Biotope
L'espèce se trouve près des rivières, étangs, marais au sein de zones forestières. Actif de jour comme de nuit selon la température, on le trouve aussi bien sous l'eau que sur les abords des cours d'eau. L'activité humaine fragmente de plus en plus son habitat, et les populations sont maintenant morcelées.

## Alimentation
L'espèce est omnivore, et se nourrit aussi bien de crustacés et de poissons trouvés sous l'eau, que d'insectes, gastéropodes et isopodes. Opportuniste, A. reticulatus ira sans soucis se nourrir d'autres animaux, y compris d'œufs et de petits mammifères.

## Reproduction
L'espèce peut aussi produire des œufs calcifiés, qui semblent être plus communs. L'auteur de ces lignes a expérimenté les œufs calcifiés, contrairement au premier article de 1997 qui décrit un mode de reproduction très particulier. La femelle pond 3 sacs en moyenne, des œufs non calcifiés, après plusieurs semaines de gestation. 
Ces œufs enterrés dans un substrat très humide, prennent l’apparence de "champignons" moisi sur la fin du développement du jeune. Ce qui n'ai pas le cas des œufs calcifiés.
3 semaines plus tard (en captivité) des jeunes de 11 à 14 cm en sortent.
Il reste maintenant à confirmer que la 2ème observation est bien une autre variation liée aux conditions, où tout simplement une carence de la femelle lors de la production des œufs.

## Répartition
Cette espèce est endémique de Madagascar. Elle se rencontre dans les provinces de Diego-Suarez et de Majunga.

## Publication originale
- Kaudern, 1922 : Sauropsiden aus Madagascar. Zoologische Jahrbücher. Abteilung für Systematik, Geographie und Biologie der Tiere, vol. 45, p. 395-458 (texte intégral).
- Vences & Glaw Verlags, 2007: A Field Guide to the Amphibians and Reptiles of Madagascar